# Camillo Siciliano di Rende
Camillo Siciliano di Rende (Nápoles, 9 de junho de 1847 – Monte Cassino, 16 de maio de 1897) foi um diplomata e cardeal da Igreja Católica italiano, arcebispo de Benevento.

## Biografia
De família nobre titular de marquesado, era filho de Giovanni Maria Siciliano (1805-1875), que foi prefeito de Giovinazzo (1832-1836) e Angélica Caracciolo di Torella, marquesa de Rende (1814-1887). Seus estudos primários foram em Piedigrotta; depois, foi com os seus pais, que acompanharam Francisco II das Duas Sicílias e Maria Sofia da Baviera com sua família, no exílio a Roma e à França em 1860. Estudou humanidades no seminário menor de Chapelle-Saint-Mesmin, ao lado de Orléans, onde conheceu Félix-Antoine-Philibert Dupanloup de Orléans. Retornou à Itália e estudou de 1867 a 1868 na Pontifícia Universidade Gregoriana, em Roma, onde obteve a licenciatura em filosofia; e no Collegio Capranica, em Roma, onde estudou teologia.
Foi ordenado padre em 3 de junho de 1871, na Arquidiocese de Nápoles. Ele foi para o Reino Unido e por sete meses foi pároco de uma paróquia na arquidiocese de Westminster, em Londres. Regressou a Nápoles e dedicou-se à pregação às comunidades francesa e inglesa.
Nomeado bispo de Tricarico em 28 de dezembro de 1877 pelo Papa Pio IX, foi consagrado em 1 de janeiro de 1878, na Igreja de Santissima Trinità dei Monti por Flavio Chigi, arcipreste da Arquibasílica de São João de Latrão, coadjuvado por William Joseph Hugh Clifford, bispo de Clifton e por Giovanni Felice Jacovacci, bispo auxiliar de Palestrina.
Foi nomeado Assistente do Trono Pontifício em 20 de agosto de 1878. Promovido a arcebispo metropolitano de Benevento em 12 de maio de 1879, nesse mesmo dia foi-lhe concedido o pálio e fez sua entrada solene no dia 22 de junho seguinte, mantendo-se administrador da Diocese de Tricarico até a posse de seu sucessor.
Foi nomeado como núncio apostólico na França em 26 de outubro de 1882; chegou a Paris em novembro e sua mãe o acompanhou até sua nunciatura e ali desenvolveu uma grande atividade, criando a Opera degli italiani, de caráter assistencial, e de ligação com expoentes monárquicos. Conservou a Sé de Benevento e a ela voltava de vez em quando para breves visitas, permanecendo na nunciatura até sua criação como cardeal.
Foi criado cardeal pelo Papa Leão XIII, no Consistório de 14 de março de 1887, recebendo o barrete vermelho e o título de cardeal-presbítero de São Sisto em 26 de maio do mesmo ano.
Faleceu em 16 de maio de 1897, de repente, de pneumonia, enquanto visitava a Abadia de Monte Cassino, a caminho de Roma, onde iria participar de uma cerimônia de canonização. Foi relatado que o Papa Leão XIII estava prestes a transferi-lo para a Arquidiocese de Nápoles. Velado na Catedral Metropolitana de Benevento, foi sepultado na igreja de Santa Clementina no antigo cemitério de Benevento. Mais tarde, seus restos mortais foram transferidos para a cripta do Duomo de Benevento.